# عقب‌نشینی هرگز: تسلیم‌ناپذیر
عقب‌نشینی هرگز: تسلیم‌ناپذیر (به انگلیسی: Never Down Down: No Surrender) یک فیلم ویدئویی رزمی آمریکایی محصول سال ۲۰۱۶ میلادی که توسط مایکل جای وایت نوشته و کارگردانی شده‌است. این فیلم دنباله عقب‌نشینی هرگز ۲: نابودی است و در تاریخ ۷ ژوئن ۲۰۱۶ در قالب دی وی دی منتشر شد. داستان این فیلم دو سال پس از قسمت دوم روایت می‌شود.

## خلاصه داستان
قهرمان سابق MMA Case Walker با بازی مایکل جای وایت در " بدون تسلیم شدن"، که دو سال بعد از وقایع فیلم دوم بر می‌گردد، در مسیر پیروزی قرار گرفته‌است تا دوباره قهرمان شود.

## بازیگران
- مایکل جای وایت ... واکر
- جاش بارنت ... جیمز
- گیلان وایت ... میکا کروز
- استفان کوادروس ... ماتی راموس
- ناتان جونز ... سزار بورگا
- آسای مورالس ... هوگو وگا
- تونی جا درنقش خودش
- امارین گلوبیب
- آرون برومفیلد ... بوریس
- کوئینتون جکسون درنقش خودش
- رون اسمورنبرگ

## تولید
فیلمبرداری در تایلند در ماه ژوئن ۲۰۱۵ آغاز شد.